# Lilliwaup (Washington)
Llliwaup es un área no incorporada ubicada en el condado de Mason en el estado estadounidense de Washington.

## Geografía
Llliwaup se encuentra ubicado en las coordenadas 47°27′48″N 123°6′47″O / 47.46333, -123.11306.